# Cora terminalis
Cora terminalis là loài chuồn chuồn trong họ Polythoridae. Loài này được McLachlan mô tả khoa học đầu tiên năm 1878.